# Masatopes flavipennis
Masatopes flavipennis är en skalbaggsart som beskrevs av Stefan von Breuning 1971. Masatopes flavipennis ingår i släktet Masatopes och familjen långhorningar.
Artens utbredningsområde är Madagaskar. Inga underarter finns listade i Catalogue of Life.